# Боровинка (Заводоуковський міський округ)
Борови́нка (рос. Боровинка) — село у складі Заводоуковського міського округу Тюменської області, Росія.
Населення — 719 осіб (2010, 844 у 2002).
Національний склад станом на 2002 рік:
- росіяни — 82 %